# Мазурский говор польского языка

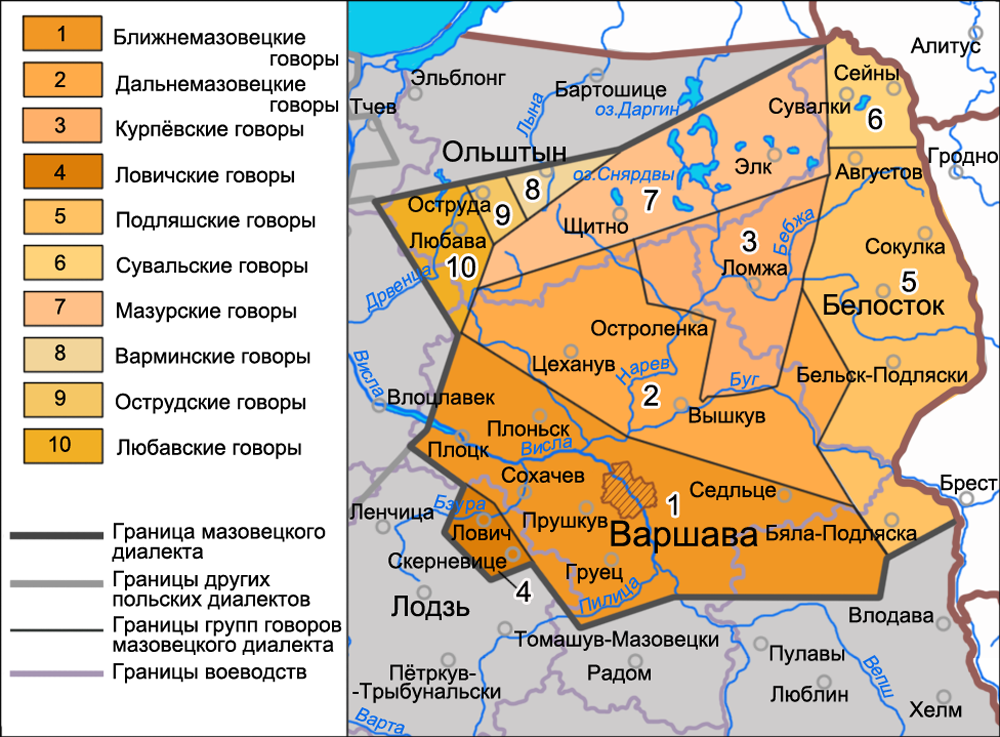
Мазурский говор на карте мазовецкого диалекта

Мазурский говор или Мазурский язык — язык или говор (наречие) мазуров, относящийся к северной части мазовецкого диалекта.
С XIV века переселенцы из Мазовии начали заселять южную Пруссию, которая была опустошена крестовыми походами Тевтонского ордена против пруссов. Согласно другому источнику, заселение началось только в XVI веке, во время Реформации.
На начало XX столетия официальная статистика широко пользовалась различными своеобразными приёмами, чтобы затушевать существование поляков, так в королевстве Пруссия она ухитрилась образовать особую национальность, мазурскую, а венгерцы совершенно не признавали существования поляков в пределах Венгрии. 
В 1970-е — 1980-е годы мазурский говор фактически исчез с языковой карты Польской Народной Республики в связи с миграцией около 160 000 мазуров в Германию. По некоторым оценкам на данный момент мазурским говором владеет от 10 до 15 тысяч человек. 
Множество примеров мазурского говора содержит повесть Мельхиора Ваньковича «На тропах Сментка».

## Отличительные черты говора
- мазурение, или совпадение шипящих и свистящих;
- асинхронная мягкость губных b', p', f', w' произносятся как bj/bź, pj/pś, fj/fś, wj/wź;
- иногда переходное смягчение k, g, ch в ć, dź, ś (ср. похожий процесс в кашубском диалекте);
- лабиализация гласного o (иногда также и u) в анлауте;
- гласный y совпал с i
- перед согласным ł гласные i и y произносятся как u, например, buł, zuł (при лит. był, żył)
- деназализация ą и ę, которые произносятся как o и e
- в части говора ę перешло в ã (a носовое), которое после деназализации произносится как an
- наличие á (a узкого), которое в разной степени уподобляется гласному o
- наличие é (e узкого), чаще всего в творительном падеже местоимений, например, nasémi, dobrémi
- в родительном и дательном падежах существительных женского рода в единственном числе литературному окончанию -ej соответствует -i, например, nasi, dobri
- ó (o узкое) произносится либо как ů (звук средний между o и u), либо как u (как в литературном языке)
- переход начального ja- в je-, а ra- в re-
- переход a в e или e в a
- m'  произносится или как mń или как ń, например, mniasto/niasto (ср. лит. miasto)
- диссимиляция kt в cht, например, chto (лит. kto)
- изменение группы -jd- в -ńd-, например, przyńdo (лит. przyjdą)
- меньшая степень влияния аналогии на беглый e в окончаниях тип -ek, например, Łek — Łku, (ср. лит. lek — leku).
- многочисленные германизмы из нижнепрусского диалекта немецкого языка и балтизмы из прусского и ятвяжского языков.

Мазурский говор разделяет многие черты с варминским и курпёвским говорами.